# Jack Kyle
John Wilson „Jack“ Kyle (* 10. Januar 1926 in Belfast; † 28. November 2014 in Bryansford bei Newcastle, County Down) war ein irischer Rugby-Union-Spieler, der auf der Position des Verbinders eingesetzt wurde. Er war für die irische Nationalmannschaft und die British and Irish Lions aktiv. Er wurde von der Öffentlichkeit zum besten irischen Spieler aller Zeiten gewählt.
Kyle gab 1947 sein Debüt für Irland gegen Frankreich im ersten Rugbyspiel des  Landes nach dem Zweiten Weltkrieg. Ein Jahr später führte er das Team zu seinem ersten Grand Slam. Sieben Jahre lang wurde er in jedem Spiel der Iren eingesetzt, bis er aufgrund einer Verletzung für längere Zeit aussetzen musste. 1954 kehrte er zurück und spielte noch vier weitere Jahre. Mit seinen 46 Länderspielen war er zu dieser Zeit Rekordnationalspieler. 1950 wurde er für den Kader der Lions für deren Tour nach Neuseeland und Australien berücksichtigt. Er kam in 20 der 29 Spiele zum Einsatz, darunter alle sechs offiziellen Länderspiele.
Kyle studierte an der Queen’s University Medizin und war 30 Jahre lang als Chirurg in Afrika tätig. Er spielte auch für den Universitätsverein Rugby. 1999 wurde er in die International Rugby Hall of Fame aufgenommen. Er starb am 28. November 2014 im Alter von 88 Jahren.